# Avio
Avio é uma comuna italiana da região do Trentino-Alto Ádige, província de Trento, com cerca de 3.917 habitantes. Estende-se por uma área de 68 km², tendo uma densidade populacional de 58 hab/km². Faz divisa com Brentonico, Malcesine (VR), Ala, Ferrara di Monte Baldo (VR), Brentino Belluno (VR), Sant'Anna d'Alfaedo (VR), Dolcè (VR).